# Farchadská přehradní nádrž
Farchadská přehradní nádrž je přehradní nádrž na území Tádžikistánu a Uzbekistánu. Přehradní jezero má rozlohu 48 km². Je 46 km dlouhé a maximálně 3,1 km široké. Průměrně je hluboké 7 m. Má objem 0,35 km³.

## Vodní režim
Vodní nádrž byla napuštěna za přehradní hrází Farchadské vodní elektrárny na řece Syrdarje v roce 1947. Úroveň hladiny vodní nádrže kolísá v rozsahu 1 m. Vodní nádrž reguluje týdenní a denní kolísání průtoku.

## Využití
Vodní nádrž spolehlivě zachycuje vodu Syrdarji pro zavlažování velkých oblastí Hladové a Dalverzinské stepi. Na břehu v Tádžikistánu leží město Chudžand.